# Esselenichthys carli
Esselenichthys carli és una espècie de peix de la família dels estiquèids i de l'ordre dels perciformes.

## Descripció
- Fa 17,1 cm de llargària màxima.
- 38-43 espines i 19-23 radis tous a l'aleta dorsal.
- 44-49 radis tous a l'aleta anal.
- 65-70 vèrtebres.
- Aleta caudal arrodonida.[4][8]

## Hàbitat i distribució geogràfica
És un peix marí, demersal (entre 1 i 26 m de fondària), submareal i de clima subtropical, el qual viu al Pacífic oriental central: les àrees rocalloses i sorrenques des de Pacific Grove (Califòrnia, els Estats Units) fins a la badia de Sant Quintí (Baixa Califòrnia, Mèxic).

## Observacions
És inofensiu per als humans.